# 12289 Carnot
12289 Carnot (1991 GP7) là một tiểu hành tinh vành đai chính được phát hiện ngày 8 tháng 4 năm 1991 bởi E. W. Elst ở Đài thiên văn Nam Âu.